# 2011-es Formula–1 bahreini nagydíj
A bahreini nagydíj a 2011-es Formula–1 világbajnokság versenynaptára szerint az évad első futama lett volna, amelyet eredetileg 2011. március 11. és március 13. között rendeztek volna meg a bahreini Bahrain International Circuiten, Szahírban.
2011. február 21-én jelentették be, hogy a verseny a bahreini politikai események miatt elmarad. A Formula–1 történetében ez volt az első alkalom, hogy politikai okok miatt töröltek egy versenyt.
A 2011-es Formula–1 világbajnokság az ausztrál nagydíjjal kezdődött meg 2011. március 27-én.
Az FIA 2011. június 3-án úgy döntött, hogy a bahreini nagydíjat az indiai nagydíj tervezett időpontjában, 2011. október 28. és 2011. október 30. között rendezik meg. Az indiai nagydíj a szezon huszadik, utolsó futamaként került volna a naptárba, decemberben. A verseny szervezői azonban az FIA döntése után egy héttel később önként lemondtak a verseny megrendezésétől, 2011-ben így nem rendeztek bahreini nagydíjat.